# 米切萊納市

米切萊納市（西班牙語：Municipio Michelena），是委內瑞拉的一個市，位於該國西南部塔奇拉州，首府設於米切萊納，始建於1849年3月4日，面積135平方公里，海拔高度1400米，2011年人口21,710，人口密度每平方公里144人。